# Heimir Hallgrímsson
Pour les articles homonymes, voir Hallgrímsson.
Heimir Hallgrímsson est un footballeur puis entraîneur islandais né le 10 juin 1967 aux îles Vestmann. Il fut le sélectionneur de l'Islande, qu'il a réussi à qualifier avec Lars Lagerbäck à l'Euro 2016 et à la Coupe du monde de football 2018, ce qui est un véritable exploit. Il est aujourd'hui en poste en tant que sélectionneur de l'équipe d'Irlande.

## Biographie

### Carrière de joueur
Né sur les Îles Vestmann, la carrière de Heimir Hallgrímsson est fortement liée à sa région d'origine. En effet, il débute en Úrvalsdeild en 1986, sous les couleurs du plus grand club de l'île, l'ÍBV.
Il jouera plus de soixante-dix matchs de première division avec le club insulaire jusqu'en 1996. Il fait, entre-temps, un bref séjour au club de Höttur, avec qui il ne dispute que quatre matchs de coupe. Heimir ne fait cependant pas le voyage pour rien, puisqu'il y connaît sa première expérience d'entraîneur, prenant en charge l'équipe féminine de Höttur.
À noter qu'en 1994, il obtient un diplôme de dentiste, métier qu'il exerce parallèlement à sa carrière de joueur pendant un certain temps.
De 1997 à 2007, il fait quelques apparitions de manière erratique pour un autre club des îles Vestmann, le KFS, qui évolue dans les divisions inférieures islandaises. C'est là qu'il termine sa carrière de joueur, se consacrant depuis lors à plein temps au métier d'entraîneur.

### Carrière d'entraîneur
Heimir n'a pas attendu de déchausser les crampons pour expérimenter le poste d'entraîneur. Il fait ses premières armes avec les sections féminines d'Höttur mais surtout de l'ÍBV.
Tandis qu'il évolue à un niveau plus modeste avec le KFS, il prend en effet en main les filles de l'ÍBV en 1999, terminant cinquième (sur huit) de première division. Il gagne une place l'année suivante, puis mène le club à la troisième place en 2001. Ces bonnes performances aiguisent l'intérêt de l'équipe masculine coachée par Njáll Eiðsson, dont il devient l'adjoint en 2002.
Ce dernier est limogé en fin de saison, et Heimir dirige donc le club pour les trois derniers matchs de championnat, l'ÍBV terminant septième d'Úrvalsdeild. 
Il retourne cependant pour les deux années suivantes dans la section féminine, qu'il mène à la seconde place par deux fois, et avec qui il remporte la coupe d'Islande féminine.
En 2006, auréolé de ces nouveaux résultats probants, il devient à nouveau l'adjoint de l'entraîneur de l'équipe masculine, Guðlaugur Baldursson, avant de prendre sa place en fin de saison après que celui-ci eut été démis de ses fonctions. Heimir ne peut néanmoins pas empêcher la relégation du club en deuxième division à l'issue du championnat, mais est confirmé au poste d'entraîneur pour la saison suivante.
Après une quatrième place en 2007, l'ÍBV est sacré champion de D2 en 2008, et remonte donc en première division. Si la première année consécutive à la remontée est délicate (dixième sur douze), le jeune entraîneur mène ensuite son club à la troisième place en 2010 puis en 2011.
Il quitte le club en 2011, ses bons résultats lui ouvrant les portes de la sélection nationale islandaise. Heimir devient en effet adjoint de Lars Lagerbäck, fraîchement nommé sélectionneur.
Durant deux ans, de 2011 à 2013, il est en quelque sorte en formation auprès du grand technicien suédois, la KSÍ souhaitant profiter de son expérience. Dans cette optique, il est promu co-sélectionneur début 2014, pour les qualifications de l'Euro 2016. Lagerbäck était largement en faveur de cette collaboration, qu'il avait expérimenté à la tête de la Suède avec Tommy Söderberg.
Heimir Hallgrímsson succède à l'entraîneur suédois après l'Euro 2016.
Il parvient à qualifier l’Islande à la Coupe du monde de football 2018 pour la première fois de son histoire.
Par ailleurs, il a obtenu plusieurs diplômes d'entraîneur auprès de l'UEFA.
Le 10 juillet 2024, après une expérience de près de deux ans avec les Reggae Boys de la Jamaïque, il est nommé sélectionneur de l'équipe irlandaise de football.

## Palmarès
- ÍBV
  - 1 Championnat de deuxième division islandaise en 2008
  - 1 Coupe d'Islande féminine en 2004